# Хаугеанство

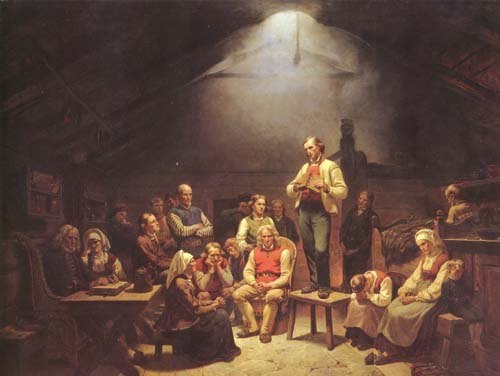
Хаугеанцы. Картина Адольфа Тидеманда.

Хаугеа́нство — пиетическое религиозное движение в Норвегии, основанное проповедником Хансом Хауге в первой половине XIX века и распространившееся в основном в южной части страны. Движение возникло в период роста в стране напряжённости между привилегированным классом и крестьянством, а также между духовенством и мирянами, стимулируя вовлечение крестьян в политику и способствуя развитию в Норвегии демократического движения; ко 2-й четверти XIX века представители движения составляли костяк крестьянско-демократической оппозиции в парламенте страны (одним из наиболее известных был У. Уэллан), но уже к середине столетия движение практически полностью влилось в состав Норвежской лютеранской церкви, став её миссионерским авангардом.
Основу хаугеанского учения составляло стремление приобщить с помощью так называемого «живого слова» проповедников, которые сами были мирянами, всех верующих к «истокам» христианского учения; движение отстаивало доктрину всеобщего священства (и, таким образом, выступало против существования институтов пастора и христианского министра) и находилось в оппозиции к государственной церкви, за что подвергалось полицейским и судебным преследованиям и обвинениям в сектантстве (согласно закону 1741 года, который объявлял сектантскими любые религиозные собрания, проводившиеся вне государственных церквей). От участников движения требовалось самостоятельное осознание своих грехов, обязательное подтверждение своей веры делами, то есть активная общественная и трудовая деятельность, а также различная взаимная поддержка.
В современной Норвегии на юге страны небольшая (численностью в несколько тысяч человек) группа хаугеанцев (или «lesere» (чтецы)) существует до сих пор.